# Lista över damfotbollsklubbar i Sverige
Detta är en lista över damfotbollsklubbar i Sverige.

## Damallsvenskan 2024
- AIK
- BK Häcken
- Djurgårdens IF
- FC Rosengård
- Hammarby IF
- IF Brommapojkarna
- IFK Norrköping
- KIF Örebro
- Kristianstads DFF
- Linköpings FC
- Piteå IF
- Trelleborgs FF
- Vittsjö GIK
- Växjö DFF

## Elitettan 2024
- Alingsås IF
- Bollstanäs SK
- Eskilstuna United
- Gamla Upsala
- IFK Kalmar
- IK Uppsala
- Jitex BK
- Lidköpings FK
- Mallbackens IF
- Malmö FF
- Sundsvalls DFF
- Sunnanå SK
- Umeå IK
- Örebro SK

## Division 1 2024

### Division 1 Norra
- Alnö IF
- Bele Barkarby
- Bergnäsets AIK
- Enskede IK
- Gefle IF
- Heffnersklubbans BK
- IFK Östersund
- IK Brage
- Karlbergs BK
- Luleå DFF
- Sandvikens IF
- Själevads IK
- Sollentuna FK
- Team TG

### Division 1 Mellersta
- Boo FF
- Degerfors IF
- FC Djursholm
- Gideonsbergs IF
- Husqvarna FF
- IF Elfsborg
- IFK Värnamo
- P18
- Segeltorps IF
- Smedby AIS
- Tjust IF
- Tyresö FF
- Värmdö IF
- Älvsjö AIK

### Division 1 Södra
- BK Häcken 2
- Eskilsminne IF
- FC Rosengård 2
- FC Trollhättan
- Halmstads BK
- Helsingborgs IF
- IFK Göteborg
- IFK Örby
- IK Rössö
- IS Halmia
- Ljungskile SK
- Onsala BK
- Älmhults IF
- Örgryte IS